# 克羅氏刺鰭陶鯰
克羅氏刺鰭陶鯰（學名：Centrochir crocodili）為輻鰭魚綱鯰形目鼬鯰科的其中一種，為熱帶淡水魚，分布於南美洲哥倫比亞馬格達萊納河流域，體長可達21公分，棲息在底層水域，生活習性不明。